# Boot-Image
Ein Boot-Image oder Boot-Abbild ist ein Abbild (Image) eines bootbaren Datenträgers wie zum Beispiel eine Diskette, CD-ROM, DVD oder Festplatte (seltener Flash-Datenträger wie USB-Stick oder via Adapter angebundene CompactFlash oder ähnlichem). Ob eine Boot-Image-Datei selbst direkt bootfähig ist oder nicht, hängt vom konkreten Computersystem und dessen unterstützten Bootwegen ab. Oft muss ein Boot-Image zuvor von der Datei auf ein startfähiges Medium übertragen werden.
Es wird zum Beispiel im Internet zum Download angeboten und kann dann auf dem Zielsystem wieder auf einen vergleichbaren Datenträger zurückgespielt werden.